# Alfa Romeo 156

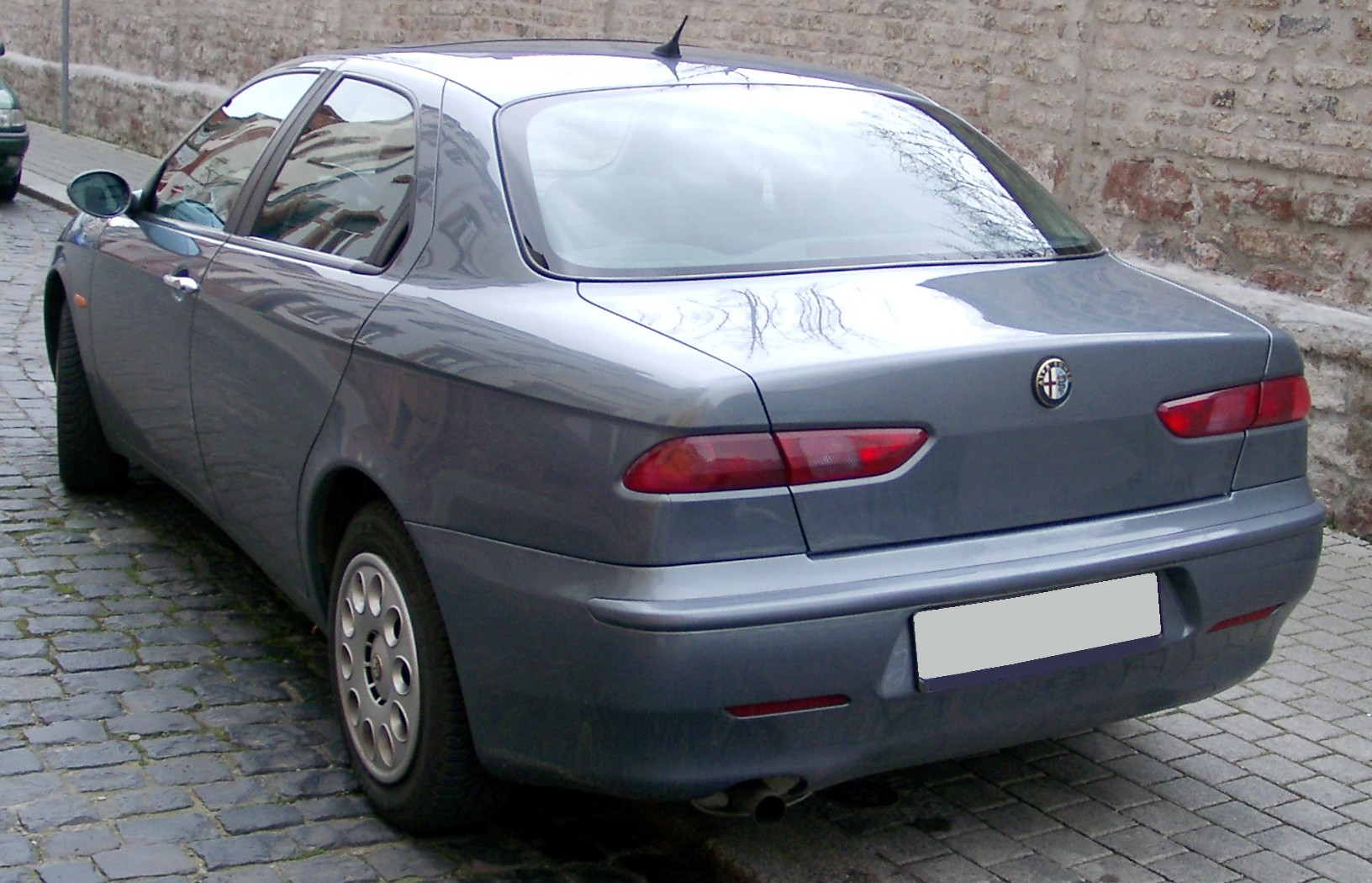
De Alfa Romeo 156

De Alfa Romeo 156 is een sportieve berline van het Italiaanse merk Alfa Romeo. Het model werd in 1997 geïntroduceerd als opvolger van de matig succesvolle Alfa Romeo 155. De 156 zorgde voor een ommekeer in de geschiedenis van het merk: nadat Alfa jarenlang modellen had gebouwd die volgens sommigen een te hoog Fiat-gehalte hadden, werd er een auto ontwikkeld met het uiterlijk van een 'echte' Alfa Romeo, met een onderscheidend karakter. In 1998 werd de 156 uitgeroepen tot Europees Auto van het jaar. In Nederland wist Alfa Romeo ruim 25.000 156's te verkopen.

## Eerste generatie (1997-2002)

### Design
Als Alfa Romeo in de middenklasse echt mee wilde doen, moest er een wagen ontworpen worden die genoeg karakter had om weer als een echte Alfa Romeo door het leven te gaan, maar die ook dienst kon doen als snelle, sportieve zaken- of gezinsauto. Er werd alles aan gedaan om van de Alfa 156 een auto met veel 'karakter' te maken. Walter de'Silva, het toenmalige hoofd van de designafdeling "Centro Stile" van Alfa Romeo, was verantwoordelijk voor het ontwerp. Hoewel de 156 een vierdeurs sedan is, doet de lijn van de wagen denken aan die van een coupé. Deze coupélijn werd nog eens benadrukt door het opnemen van de deurgrepen in het achterste zijraam. Andere details waren de grille, die diep in de bumper doorliep, waardoor de kentekenplaat niet in het midden bevestigd kon worden en de vouw in de motorkap die doorliep tot aan het voorraam. Onder de grille bevonden zich een viertal sleuven, als verwijzing naar de Alfa Romeo-racewagens uit de jaren 30. Het belangrijkste was dat deze wagen in één oogopslag weer te herkennen was als een Alfa Romeo. Opvallendste kenmerk aan het interieur was de plaatsing van de snelheidsmeter en toerenteller, deze waren apart in twee "kokers" in het dashboard geplaatst, waardoor er twee bulten op het dashboard ontstonden, net als bij de oude Spiders en Berlina's. Dit designkenmerk werd later door andere automerken overgenomen, evenals de verborgen handgrepen.

### Sportwagon

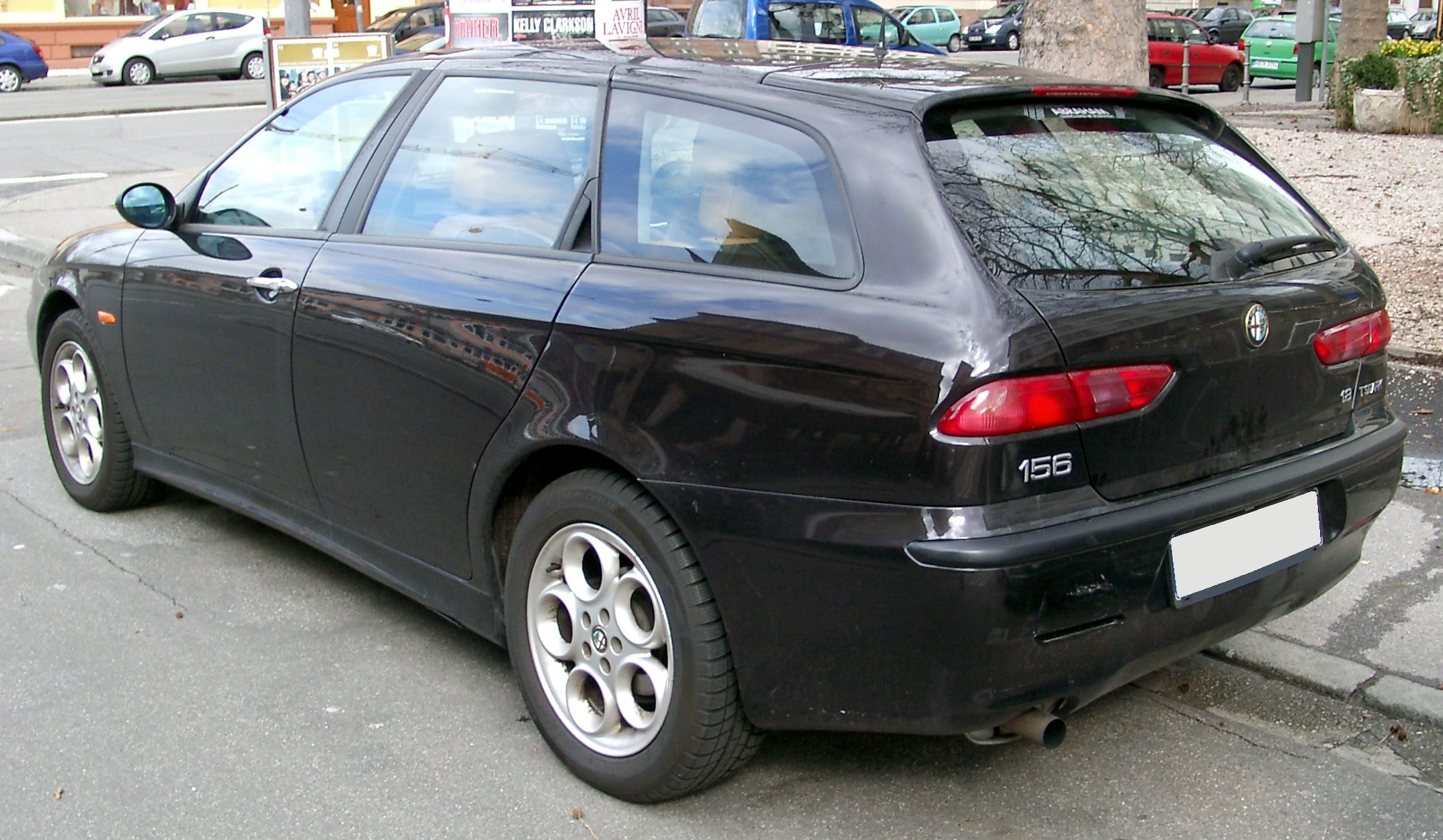
De Alfa Romeo 156 Sportwagon met sportpakket.

In 2000 werd een stationwagen gebouwd op basis van de 156. De stationwagen kreeg de naam Sportwagon. Deze Sportwagon was, geheel volgens de laatste mode, geen stationwagon die was ontworpen voor zijn grote laadruimte, maar meer als voertuig voor werk en vrije tijd. Vanwege de lage daklijn liep de opening van de achterklep deels door in het dak, zodat de achterklep hoger geopend kon worden. Voor de reclame van de Sportwagon werd de actrice Catherine Zeta Jones ingezet.

### Standaarduitvoering + optiepakketten

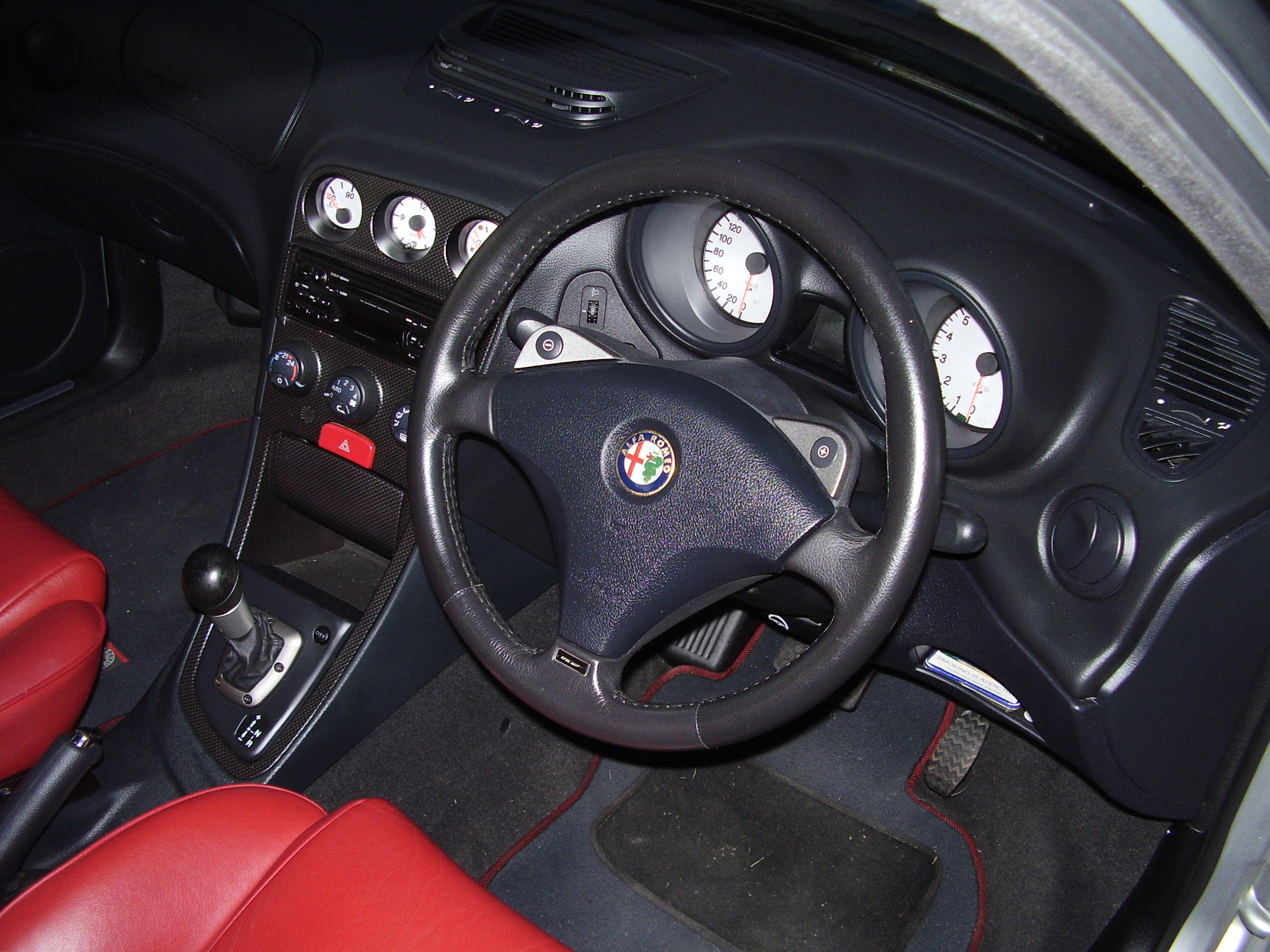
Het rechtsgestuurde 156 interieur met Selespeed van vóór de facelift

Bij zijn introductie werkte Alfa Romeo niet met uitrustingniveaus, maar verschilde de standaarduitrusting per motorisatie. Als optie waren verschillende pakketten leverbaar.
- Naamloze basisuitvoering met standaard onder andere: elektrisch verstelbare buitenspiegels en ramen vóór, bumpers in carrosseriekleur, centrale portiervergrendeling, ABS met EBD, stuurbekrachtiging, stoffen bekleding met Alfa Romeo logo, middenarmsteun achter + skiluik, lichtgrijze wijzerplaten en een bestuurdersairbag
- De 1.8 T. Spark bood daarboven op nog 185/65 15" stalen velgen, Fenice stoffenbekleding, passagiersairbag, verwarmbare buitenspiegels en een middenarmsteun achter (incl. skiluik)
- De 2.0 T.Spark, 2.4 JTD en de V6 hadden daarboven op: hout-look middenconsole, in echt hout uitgevoerd stuurwiel/versnellingspook, velours bekleding, mistlampen vóór en verstelbare lendensteunen vóór
- Selespeed: 16" lichtmetalen Selespeed velgen met 205/55 banden, carbon-look middenconsole, met leder bekleed stuurwiel/pook, velours bekleding, automatische airconditioning en twee airbags, witte wijzerplaten met groene verlichting en natuurlijk de semi-automaat zelf
- Winterpakket: koplampsproeiers, mistlampen vóór en verwambare voorstoelen
- Lussopakket: houten stuur en middenconsole, velours bekleding en middenarmsteun achter + skiluik
- Sportpakket: carbon-look dashboard, zwarte wijzerplaten met rode verlichting, met leer bekleed stuurwiel/versnellingspook, Blitz stoffenbekleding, zijskirts 16" lichtmetalen velgen (type teledial), verlaagde vering en een middenarmsteun achter + skiluik. er was ook nog een optie met lederen bekleding en sportstoelen.

Vanaf de facelift in 2002 leverde Alfa Romeo de 156 voortaan in twee verschillende uitvoeringen:
- Progression: standaard onder andere voorzien van gescheiden automatische klimaatregeling, zes airbags, centrale vergrendeling met afstandsbediening, middenarmsteun vóór en achter, radio/cd-speler, boordcomputer, cruise control, elektrische ramen vóór/achter, mistlampen vóór en elektrisch verstel-/verwarmbare buitenspiegels
- Distinctive: extra ten opzichte van Progression onder andere 16" lichtmetalen velgen, elektrische ramen achter, stabiliteitsprogramma, geïntegreerde radio met bediening op het met leer beklede stuur en Nivomat automatische niveauregeling op de achteras (SW)

Vanaf 2003 was er een nieuw basisniveau, genaamd Impression. Deze had bijvoorbeeld een handmatig bediende airconditioning, geen geïntegreerde radio, geen armsteunen, geen in carrosseriekleur gespoten buitenspiegels, geen met leder bekleed stuur en alleen elektrisch bedienbare ruiten vóór

### Motoren
In eerste instantie werden de 1.6, 1.8 en de 2.0 Twin Spark benzinemotoren ongewijzigd uit de 155 overgenomen. De 2.5 V6 werd gemoderniseerd en uitgerust met 24 kleppen, wat resulteerde in een vermogen van 192 pk. Er werd wel een nieuw onderstel ontwikkeld met voorwielaandrijving, dat later ook dienst ging doen voor de Lancia Lybra en de Alfa 147. De dieselmotoren werden wel vernieuwd en de JTD-motoren die door Fiat in samenwerking met Bosch ontwikkeld waren deden hun intrede. Daarmee was de 156 de eerste auto met common-rail dieselmotoren. De 156 was leverbaar als 1.9 JTD met 105 pk en als 2.4 JTD met 136 pk. Begin 2003 werd de 1.9 JTD ook leverbaar met 4 kleppen per cilinder. Deze JTD m-jet (regelmatig foutief JTDm genoemd) levert dankzij betere ademhaling en een vernieuwd injectiesysteem met hogere inspuitdruk 140 en later zelfs 150 pk. De 2.0 Twin Spark werd in 2002 vervangen door de 2.0 JTS (directe inspuiting, 165 pk).

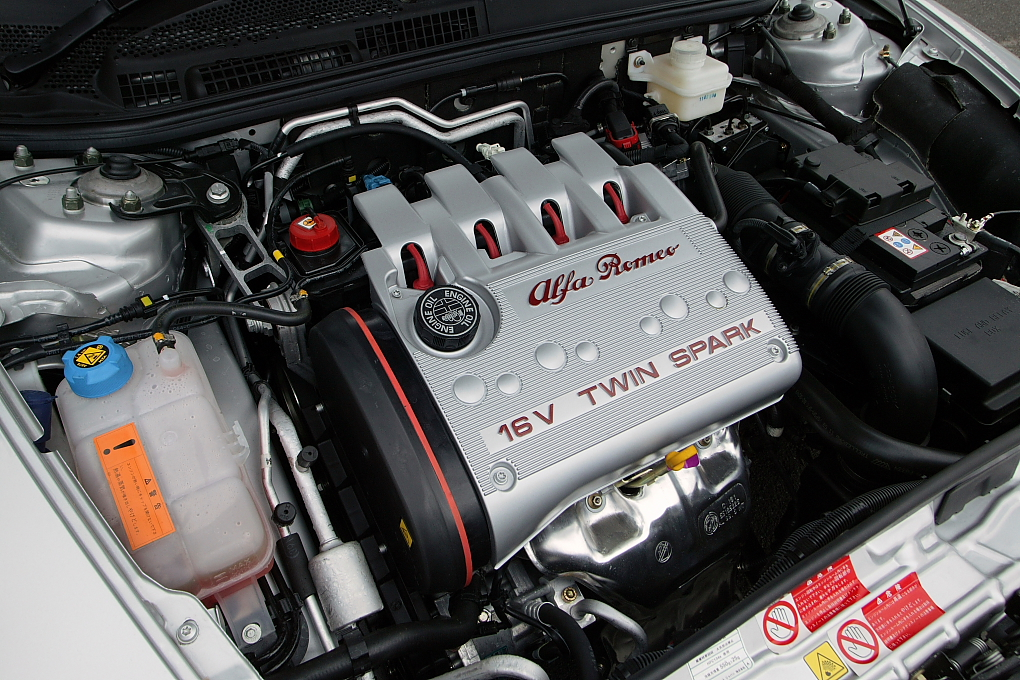
De 1.6 16V T.S. in de 156

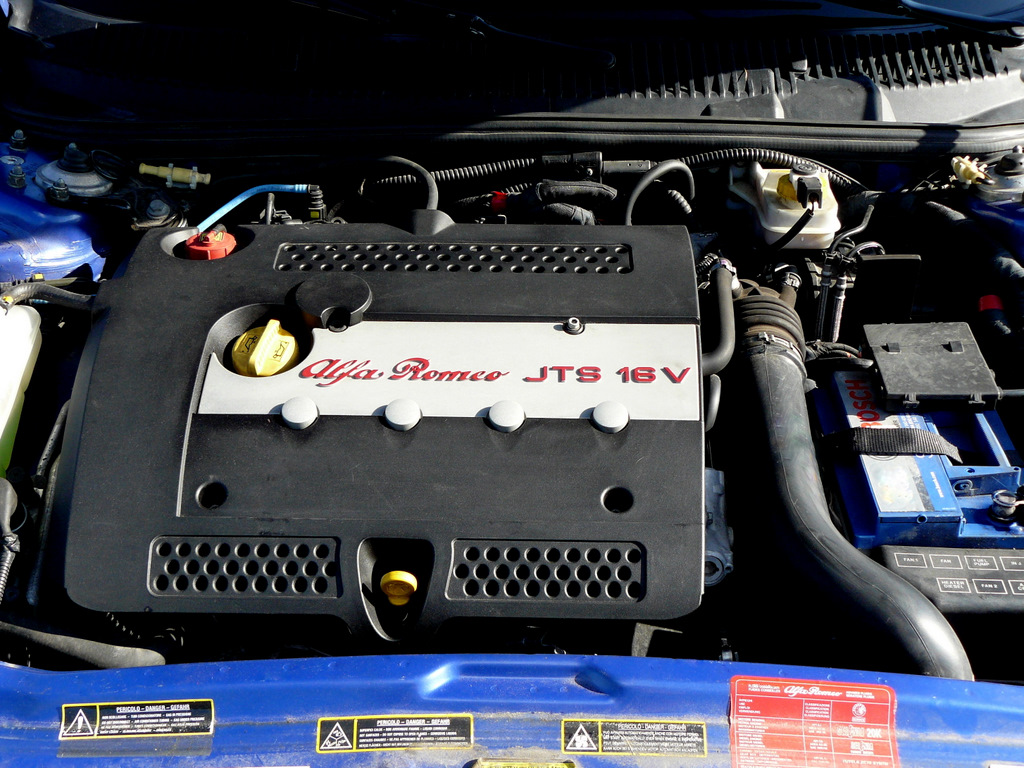
De 2.0 JTS in de 156

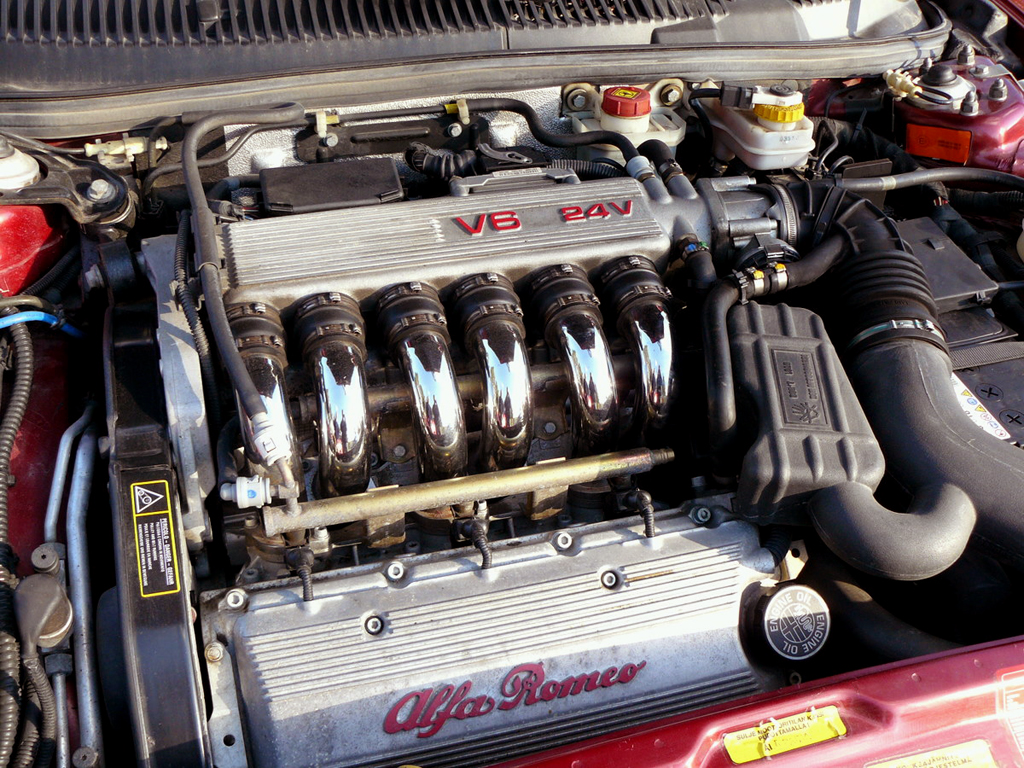
De 2.5 V6 in de 156

#### Benzine
| Alfa Romeo 156   | Alfa Romeo 156 | Alfa Romeo 156 | Alfa Romeo 156 | Alfa Romeo 156 | Alfa Romeo 156 | Alfa Romeo 156 | Alfa Romeo 156 | Alfa Romeo 156 |
| Type             | Motor          | Motor          | Vermogen       | Koppel         | 0-100 km/h     | Topsnelheid    | Jaartal        |                |
| Type             | Inhoud         | Cilinders      | Vermogen       | Koppel         | 0-100 km/h     | Topsnelheid    | Jaartal        |                |
| ---------------- | -------------- | -------------- | -------------- | -------------- | -------------- | -------------- | -------------- | -------------- |
| 1.6 T. Spark     | 1.598 cm³      | 4-in-lijn      | 120 pk         | 144 Nm         | 10,5 s         | 200 km/h       | 1997 - 2002    |                |
| 1.8 T. Spark     | 1.747 cm³      | 4-in-lijn      | 144 pk         | 169 Nm         | 9,3 s          | 210 km/h       | 1997 - 2000    |                |
| 1.8 T. Spark 16v | 1.747 cm³      | 4-in-lijn      | 140 pk         | 163 Nm         | 9,4 s          | 208 km/h       | 2000 - 2002    |                |
| 2.0 T. Spark     | 1.970 cm³      | 4-in-lijn      | 155 pk         | 187 Nm         | 8,6 s          | 216 km/h       | 1997 - 2000    |                |
| 2.0 T. Spark     | 1.970 cm³      | 4-in-lijn      | 150 pk         | 187 Nm         | 8,8 s          | 214 km/h       | 2000 - 2002    |                |
| 2.5 V6 24V       | 2.492 cm³      | V6             | 190 pk         | 222 Nm         | 7,3 s          | 230 km/h       | 1997 - 2002    |                |

| Alfa Romeo 156 Sportwagon | Alfa Romeo 156 Sportwagon | Alfa Romeo 156 Sportwagon | Alfa Romeo 156 Sportwagon | Alfa Romeo 156 Sportwagon | Alfa Romeo 156 Sportwagon | Alfa Romeo 156 Sportwagon | Alfa Romeo 156 Sportwagon | Alfa Romeo 156 Sportwagon |
| Type                      | Motor                     | Motor                     | Vermogen                  | Koppel                    | 0-100 km/h                | Topsnelheid               | Jaartal                   |                           |
| Type                      | Inhoud                    | Cilinders                 | Vermogen                  | Koppel                    | 0-100 km/h                | Topsnelheid               | Jaartal                   |                           |
| ------------------------- | ------------------------- | ------------------------- | ------------------------- | ------------------------- | ------------------------- | ------------------------- | ------------------------- | ------------------------- |
| 1.6 T. Spark              | 1.598 cm³                 | 4-in-lijn                 | 120 pk                    | 144 Nm                    | 11,0 s                    | 200 km/h                  | 2000 - 2002               |                           |
| 1.8 T. Spark              | 1.747 cm³                 | 4-in-lijn                 | 144 pk                    | 169 Nm                    | 9,6 s                     | 210 km/h                  | 2000 - 2000               |                           |
| 1.8 T. Spark 16v          | 1.747 cm³                 | 4-in-lijn                 | 140 pk                    | 163 Nm                    | 9,7 s                     | 208 km/h                  | 2000 - 2002               |                           |
| 2.0 T. Spark              | 1.970 cm³                 | 4-in-lijn                 | 155 pk                    | 187 Nm                    | 8,8 s                     | 216 km/h                  | 2000 - 2000               |                           |
| 2.0 T. Spark              | 1.970 cm³                 | 4-in-lijn                 | 150 pk                    | 187 Nm                    | 9,0 s                     | 214 km/h                  | 2000 - 2002               |                           |
| 2.5 V6 24V                | 2.492 cm³                 | V6                        | 190 pk                    | 222 Nm                    | 7,4 s                     | 230 km/h                  | 2000 - 2002               |                           |

#### Diesel
| Alfa Romeo 156 | Alfa Romeo 156 | Alfa Romeo 156 | Alfa Romeo 156 | Alfa Romeo 156 | Alfa Romeo 156 | Alfa Romeo 156 | Alfa Romeo 156 | Alfa Romeo 156 |
| Type           | Motor          | Motor          | Vermogen       | Koppel         | 0-100 km/h     | Topsnelheid    | Jaartal        |                |
| Type           | Inhoud         | Cilinders      | Vermogen       | Koppel         | 0-100 km/h     | Topsnelheid    | Jaartal        |                |
| -------------- | -------------- | -------------- | -------------- | -------------- | -------------- | -------------- | -------------- | -------------- |
| 1.9 JTD        | 1.910 cm³      | 4-in-lijn      | 105 pk         | 255 Nm         | 10,5 s         | 188 km/h       | 1997 - 2000    |                |
| 1.9 JTD        | 1.910 cm³      | 4-in-lijn      | 110 pk         | 275 Nm         | 10,5 s         | 188 km/h       | 2000 - 2001    |                |
| 1.9 JTD        | 1.910 cm³      | 4-in-lijn      | 115 pk         | 275 Nm         | 10,3 s         | 191 km/h       | 2001 - 2002    |                |
| 2.4 JTD        | 2.387 cm³      | 5-in-lijn      | 136 pk         | 304 Nm         | 9,5 s          | 203 km/h       | 1997 - 2000    |                |
| 2.4 JTD        | 2.387 cm³      | 5-in-lijn      | 140 pk         | 304 Nm         | 9,4 s          | 205 km/h       | 2000 - 2002    |                |

| Alfa Romeo 156 Sportwagon | Alfa Romeo 156 Sportwagon | Alfa Romeo 156 Sportwagon | Alfa Romeo 156 Sportwagon | Alfa Romeo 156 Sportwagon | Alfa Romeo 156 Sportwagon | Alfa Romeo 156 Sportwagon | Alfa Romeo 156 Sportwagon | Alfa Romeo 156 Sportwagon |
| Type                      | Motor                     | Motor                     | Vermogen                  | Koppel                    | 0-100 km/h                | Topsnelheid               | Jaartal                   |                           |
| Type                      | Inhoud                    | Cilinders                 | Vermogen                  | Koppel                    | 0-100 km/h                | Topsnelheid               | Jaartal                   |                           |
| ------------------------- | ------------------------- | ------------------------- | ------------------------- | ------------------------- | ------------------------- | ------------------------- | ------------------------- | ------------------------- |
| 1.9 JTD                   | 1.910 cm³                 | 4-in-lijn                 | 105 pk                    | 255 Nm                    | 10,9 s                    | 188 km/h                  | 2000 - 2000               |                           |
| 1.9 JTD                   | 1.910 cm³                 | 4-in-lijn                 | 110 pk                    | 275 Nm                    | 10,9 s                    | 188 km/h                  | 2000 - 2001               |                           |
| 1.9 JTD                   | 1.910 cm³                 | 4-in-lijn                 | 115 pk                    | 275 Nm                    | 10,7 s                    | 191 km/h                  | 2001 - 2002               |                           |
| 2.4 JTD                   | 2.387 cm³                 | 5-in-lijn                 | 136 pk                    | 304 Nm                    | 9,9 s                     | 203 km/h                  | 2000 - 2000               |                           |
| 2.4 JTD                   | 2.387 cm³                 | 5-in-lijn                 | 140 pk                    | 304 Nm                    | 9,8 s                     | 205 km/h                  | 2000 - 2002               |                           |

De 2.0 T.Spark, en later de 2.0 JTS, was optioneel leverbaar met een semi-automatische transmissie genaamd Selespeed. Deze transmissie is geïnspireerd op de bak die gebruikt wordt in de Formule 1. Door de transmissie in de stand City te zetten schakelde de auto uit zichzelf (met tussengas). De bestuurder kan er echter ook voor kiezen handmatig te schakelen, door de pook naar voren dan wel naar achteren te bewegen. Ook kon er geschakeld worden door middel van drukknoppen op het stuur. Bij de facelift werden deze knoppen vervangen door flippers achter het stuur. De Selespeed was ook leverbaar in de 3.2 V6 GTA. Op de 2.5 V6 leverde Alfa Romeo ook een automaat. Deze Q-system gedoopte bak met koppelomvormer heeft 4 versnellingen, terwijl de Selespeed er vijf heeft.

## Facelift (2002-2003)

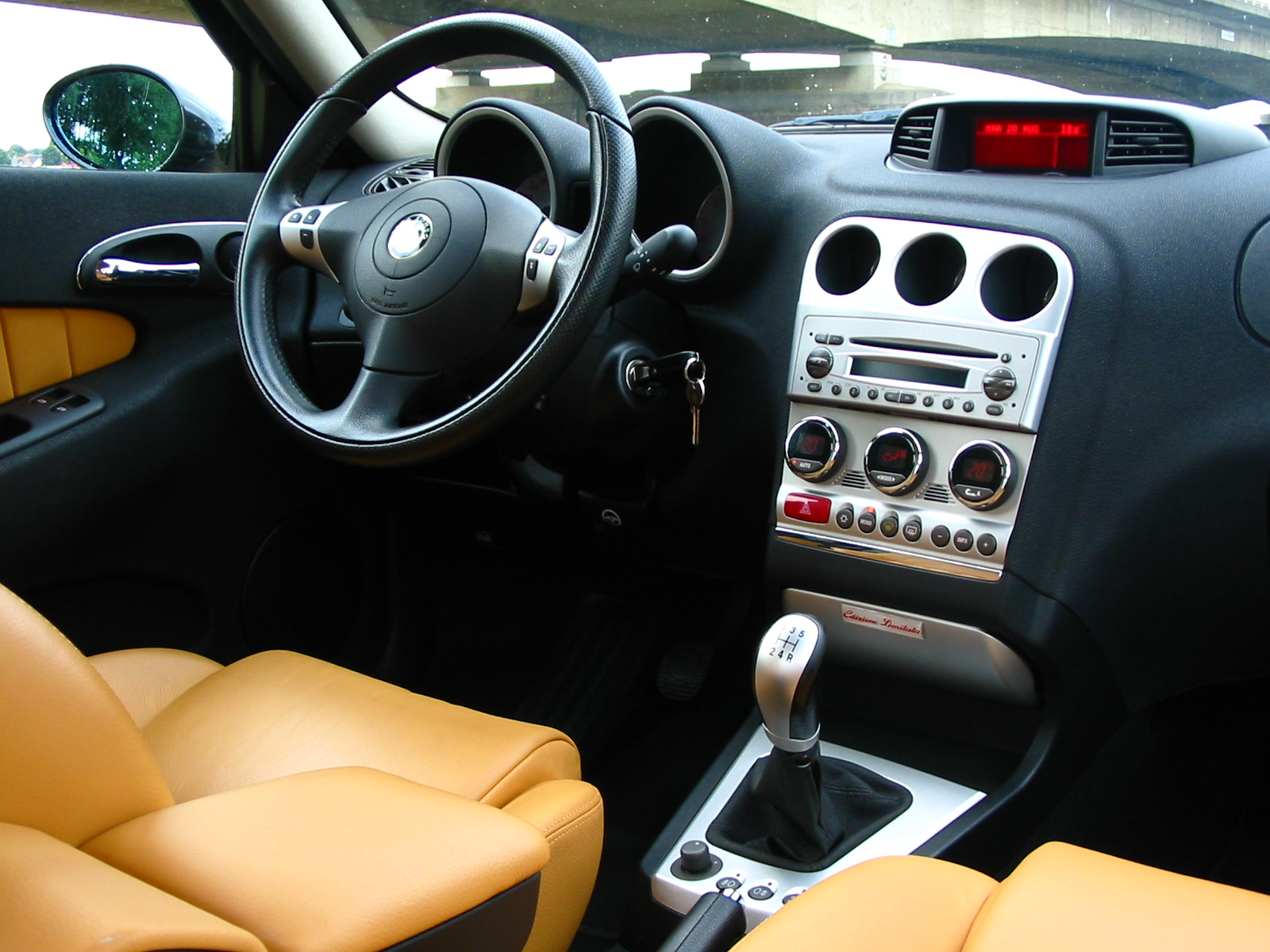
Het vernieuwde dashboard

In 2002 kreeg de 156 een lichte facelift. Qua uiterlijk bleef het model praktisch ongewijzigd, met alleen in kleur gespoten stootstrips en buitenspiegels als wijziging en het achterlogo, dat voortaan niet meer gedraaid kon worden. Aan de binnenkant werd veel meer gewijzigd. De 156 kreeg een gewijzigde middenconsole-/tunnel met nieuw ontworpen units voor de airconditioning, radio en spiegelverstelling. Als toevoeging kreeg iedere 156 voortaan standaard een boordcomputer die boven op het dashboard, tussen de ventilatieopeningen, gesitueerd is. Tevens kreeg de auto een nieuw stuurwiel met eventueel radio-/telefoonbediening. Laatste wijzigingen zijn de middenarmsteun, die voortaan een geïntegreerd opbergvak heeft en de vernieuwde pook. Standaard kreeg elke 156 voortaan ook hoofdairbags mee, evenals een stabiliteitsprogramma. Optioneel werden onder meer een regensensor, gescheiden klimaatregeling, geïntegreerd navigatiesysteem, bluetooth en Xenon-verlichting leverbaar.
Op motorisch gebied werd de 2.0 TS vervangen door een 2.0 JTS benzinemotor met directe benzine inspuiting, Het vermogen van de motor bedraagt 165 pk (+10) en het koppel 206 Nm. De 2.4 JTD kreeg er eveneens 10 pk bij, wat het totaal op 150 brengt. Ook deed de GTA versie zijn intrede.

### GTA

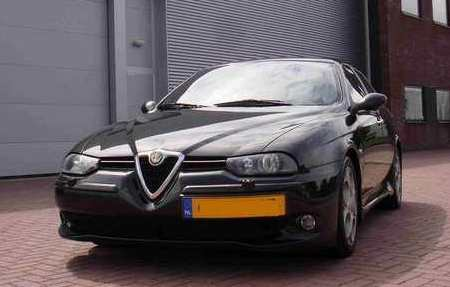
Vooraanzicht Alfa Romeo 156 GTA

Met als doel de 156 in te zetten in de European Touring Car Championship ontwikkelde Alfa Romeo in 2002 een GTA (Gran Turismo Alleggerita) versie. De naam GTA komt van de Giulia Sprint GTA die vele successen boekte op het circuit in de jaren 60 en 70. De bekende (Busso) V6 kreeg door de slag te vergroten een slagvolume van 3.2 liter i.pv. 3.0 liter.
De GTA kreeg aangepaste voorste fusees, ten einde bij verlaagde ophanging het negatieve camber niet al te groot te maken en een Brembo vaste klauw remsysteem. In eerste instantie 305mm groot, maar ivm problemen werd dit omstreeks 2003 ge upgrade naar 330mm diameter, waarbij ook de klauwen van een ander type waren. De motor levert een maximaal vermogen van 250 pk en heeft een maximaal koppel van 300 Nm. Goed voor een topsnelheid van 250 km/u en een 0 tot 100 km/u sprintje van 6,3 seconden.

### Motoren

#### Benzine
| Alfa Romeo 156   | Alfa Romeo 156 | Alfa Romeo 156 | Alfa Romeo 156 | Alfa Romeo 156 | Alfa Romeo 156 | Alfa Romeo 156 | Alfa Romeo 156 | Alfa Romeo 156 |
| Type             | Motor          | Motor          | Vermogen       | Koppel         | 0-100 km/h     | Topsnelheid    | Jaartal        |                |
| Type             | Inhoud         | Cilinders      | Vermogen       | Koppel         | 0-100 km/h     | Topsnelheid    | Jaartal        |                |
| ---------------- | -------------- | -------------- | -------------- | -------------- | -------------- | -------------- | -------------- | -------------- |
| 1.6 T. Spark 16v | 1.598 cm³      | 4-in-lijn      | 120 pk         | 146 Nm         | 10,5 s         | 200 km/h       | 2002 - 2003    |                |
| 1.8 T. Spark 16v | 1.747 cm³      | 4-in-lijn      | 140 pk         | 163 Nm         | 9,4 s          | 208 km/h       | 2002 - 2003    |                |
| 2.0 JTS          | 1.970 cm³      | 4-in-lijn      | 165 pk         | 206 Nm         | 8,2 s          | 220 km/h       | 2002 - 2003    |                |
| 2.5 V6 24V       | 2.492 cm³      | V6             | 192 pk         | 218 Nm         | 7,3 s          | 230 km/h       | 2002 - 2003    |                |
| 3.2 V6 24V GTA   | 3.179 cm³      | V6             | 250 pk         | 300 Nm         | 6,3 s          | 250 km/h       | 2002 - 2003    |                |

| Alfa Romeo 156 Sportwagon | Alfa Romeo 156 Sportwagon | Alfa Romeo 156 Sportwagon | Alfa Romeo 156 Sportwagon | Alfa Romeo 156 Sportwagon | Alfa Romeo 156 Sportwagon | Alfa Romeo 156 Sportwagon | Alfa Romeo 156 Sportwagon | Alfa Romeo 156 Sportwagon |
| Type                      | Motor                     | Motor                     | Vermogen                  | Koppel                    | 0-100 km/h                | Topsnelheid               | Jaartal                   |                           |
| Type                      | Inhoud                    | Cilinders                 | Vermogen                  | Koppel                    | 0-100 km/h                | Topsnelheid               | Jaartal                   |                           |
| ------------------------- | ------------------------- | ------------------------- | ------------------------- | ------------------------- | ------------------------- | ------------------------- | ------------------------- | ------------------------- |
| 1.6 T. Spark 16v          | 1.598 cm³                 | 4-in-lijn                 | 120 pk                    | 146 Nm                    | 11,6 s                    | 200 km/h                  | 2002 - 2003               |                           |
| 1.8 T. Spark 16v          | 1.747 cm³                 | 4-in-lijn                 | 140 pk                    | 163 Nm                    | 9,7 s                     | 208 km/h                  | 2002 - 2003               |                           |
| 2.0 JTS                   | 1.970 cm³                 | 4-in-lijn                 | 165 pk                    | 206 Nm                    | 8,2 s                     | 220 km/h                  | 2002 - 2003               |                           |
| 2.5 V6 24V                | 2.492 cm³                 | V6                        | 192 pk                    | 218 Nm                    | 7,4 s                     | 230 km/h                  | 2002 - 2003               |                           |
| 3.2 V6 24V GTA            | 3.179 cm³                 | V6                        | 250 pk                    | 300 Nm                    | 6,3 s                     | 250 km/h                  | 2002 - 2003               |                           |

#### Diesel
| Alfa Romeo 156 | Alfa Romeo 156 | Alfa Romeo 156 | Alfa Romeo 156 | Alfa Romeo 156 | Alfa Romeo 156 | Alfa Romeo 156 | Alfa Romeo 156 | Alfa Romeo 156 |
| Type           | Motor          | Motor          | Vermogen       | Koppel         | 0-100 km/h     | Topsnelheid    | Jaartal        |                |
| Type           | Inhoud         | Cilinders      | Vermogen       | Koppel         | 0-100 km/h     | Topsnelheid    | Jaartal        |                |
| -------------- | -------------- | -------------- | -------------- | -------------- | -------------- | -------------- | -------------- | -------------- |
| 1.9 JTD        | 1.910 cm³      | 4-in-lijn      | 115 pk         | 275 Nm         | 10,3 s         | 191 km/h       | 2002 - 2003    |                |
| 1.9 JTD 16v    | 1.910 cm³      | 4-in-lijn      | 140 pk         | 305 Nm         | 9,3 s          | 209 km/h       | 2003 - 2003    |                |
| 2.4 JTD        | 2.387 cm³      | 5-in-lijn      | 150 pk         | 305 Nm         | 9,4 s          | 212 km/h       | 2002 - 2003    |                |

| Alfa Romeo 156 Sportwagon | Alfa Romeo 156 Sportwagon | Alfa Romeo 156 Sportwagon | Alfa Romeo 156 Sportwagon | Alfa Romeo 156 Sportwagon | Alfa Romeo 156 Sportwagon | Alfa Romeo 156 Sportwagon | Alfa Romeo 156 Sportwagon | Alfa Romeo 156 Sportwagon |
| Type                      | Motor                     | Motor                     | Vermogen                  | Koppel                    | 0-100 km/h                | Topsnelheid               | Jaartal                   |                           |
| Type                      | Inhoud                    | Cilinders                 | Vermogen                  | Koppel                    | 0-100 km/h                | Topsnelheid               | Jaartal                   |                           |
| ------------------------- | ------------------------- | ------------------------- | ------------------------- | ------------------------- | ------------------------- | ------------------------- | ------------------------- | ------------------------- |
| 1.9 JTD                   | 1.910 cm³                 | 4-in-lijn                 | 115 pk                    | 275 Nm                    | 10,7 s                    | 191 km/h                  | 2002 - 2003               |                           |
| 1.9 JTD 16v               | 1.910 cm³                 | 4-in-lijn                 | 140 pk                    | 305 Nm                    | 9,7 s                     | 209 km/h                  | 2003 - 2003               |                           |
| 2.4 JTD                   | 2.387 cm³                 | 5-in-lijn                 | 150 pk                    | 305 Nm                    | 9,4 s                     | 212 km/h                  | 2002 - 2003               |                           |

## Tweede facelift (2003-2007)

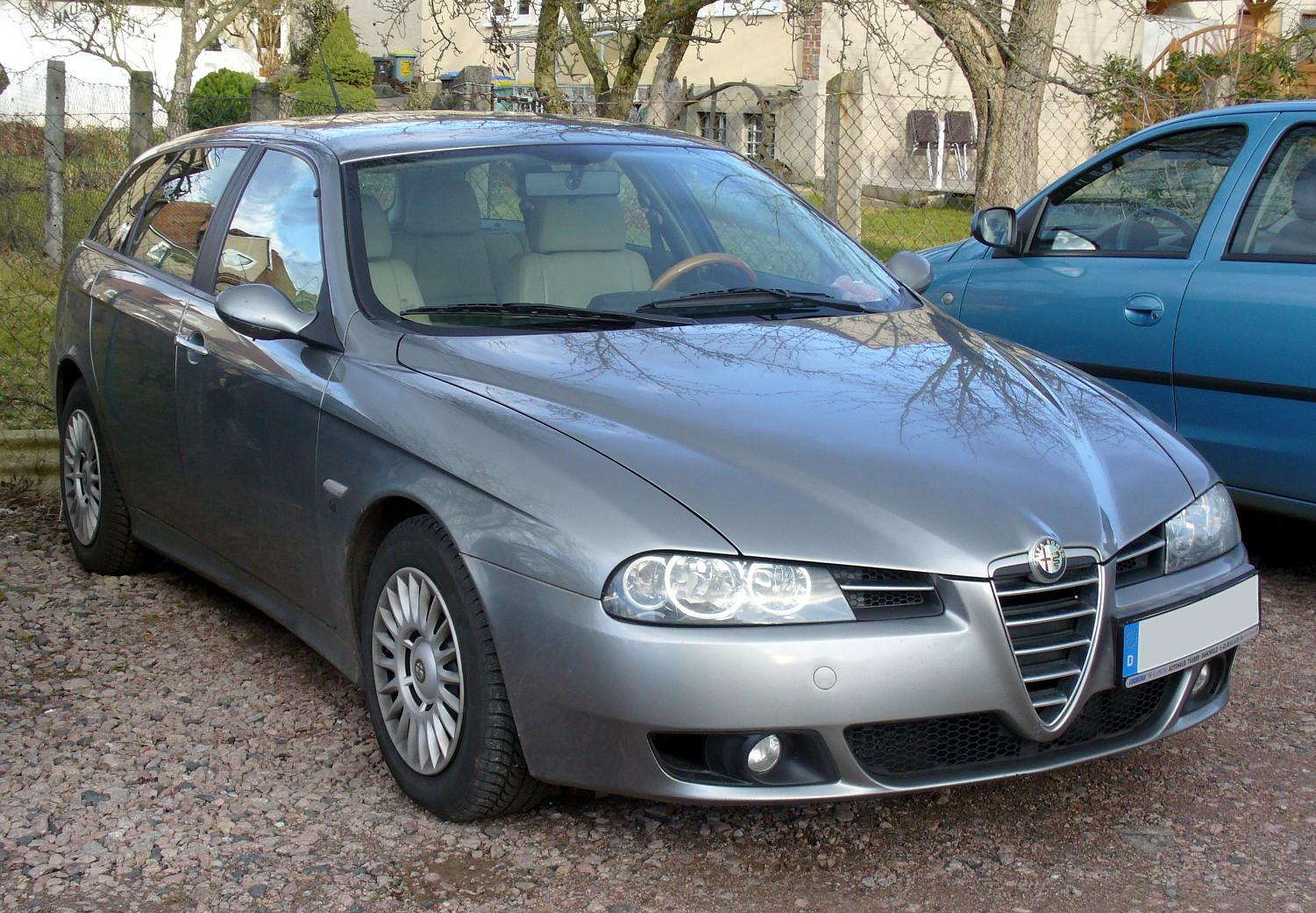
De vernieuwde neus van de 156 Sportwagon

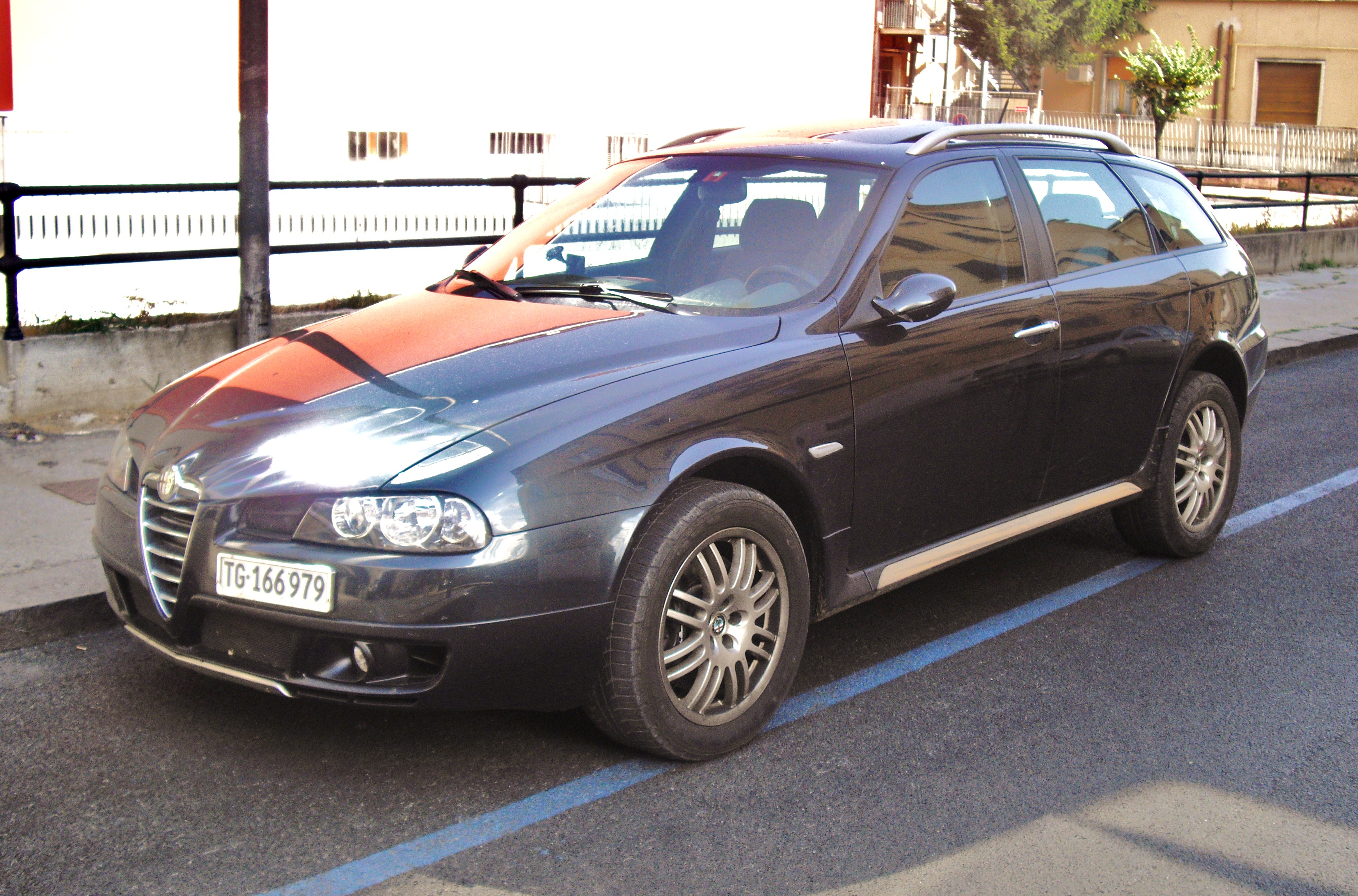
De Crosswagon

In 2003 kreeg de 156 opnieuw een facelift, waarbij vooral de voorkant werd gewijzigd. De facelift werd door Giorgetto Giugiaro getekend. De neus was geïnspireerd op de Brera conceptwagen uit 2002. Aan de achterkant vielen de nieuwe bumpers en achterlichten op en als laatste detail kreeg de 156 voortaan een grotere dakantenne achter. In het interieur werd de boordcomputer/ventilatie eenheid gewijzigd en verdween het slot op het dashboardkastje.
Het dieselmotorgamma werd verder uitgebreid met de krachtige 2.4 JTD multi-jet 20v, die 175 pk en 385 Nm levert.
Om de 156 in zijn nadagen aantrekkelijk te houden, werden er op basis van de Sportwagon twee nieuwe versies op de markt gebracht, de Sportwagon Q4 en de Crosswagon Q4, beiden voorzien van een 150 pk sterke JTD en vierwielaandrijving.
De GTA was geen onderdeel van de doorgevoerde facelift.

### Motoren

#### Benzine
| Alfa Romeo 156   | Alfa Romeo 156 | Alfa Romeo 156 | Alfa Romeo 156 | Alfa Romeo 156 | Alfa Romeo 156 | Alfa Romeo 156 | Alfa Romeo 156 | Alfa Romeo 156 |
| Type             | Motor          | Motor          | Vermogen       | Koppel         | 0-100 km/h     | Topsnelheid    | Jaartal        |                |
| Type             | Inhoud         | Cilinders      | Vermogen       | Koppel         | 0-100 km/h     | Topsnelheid    | Jaartal        |                |
| ---------------- | -------------- | -------------- | -------------- | -------------- | -------------- | -------------- | -------------- | -------------- |
| 1.6 T. Spark 16v | 1.598 cm³      | 4-in-lijn      | 120 pk         | 146 Nm         | 10,5 s         | 200 km/h       | 2003 - 2005    |                |
| 1.8 T. Spark 16v | 1.747 cm³      | 4-in-lijn      | 140 pk         | 163 Nm         | 9,4 s          | 208 km/h       | 2003 - 2005    |                |
| 2.0 JTS          | 1.970 cm³      | 4-in-lijn      | 165 pk         | 206 Nm         | 8,2 s          | 220 km/h       | 2003 - 2005    |                |
| 2.5 V6 24V       | 2.492 cm³      | V6             | 192 pk         | 218 Nm         | 7,3 s          | 230 km/h       | 2003 - 2005    |                |
| 3.2 V6 24V GTA   | 3.179 cm³      | V6             | 250 pk         | 300 Nm         | 6,3 s          | 250 km/h       | 2003 - 2005    |                |

| Alfa Romeo 156 Sportwagon | Alfa Romeo 156 Sportwagon | Alfa Romeo 156 Sportwagon | Alfa Romeo 156 Sportwagon | Alfa Romeo 156 Sportwagon | Alfa Romeo 156 Sportwagon | Alfa Romeo 156 Sportwagon | Alfa Romeo 156 Sportwagon | Alfa Romeo 156 Sportwagon |
| Type                      | Motor                     | Motor                     | Vermogen                  | Koppel                    | 0-100 km/h                | Topsnelheid               | Jaartal                   |                           |
| Type                      | Inhoud                    | Cilinders                 | Vermogen                  | Koppel                    | 0-100 km/h                | Topsnelheid               | Jaartal                   |                           |
| ------------------------- | ------------------------- | ------------------------- | ------------------------- | ------------------------- | ------------------------- | ------------------------- | ------------------------- | ------------------------- |
| 1.6 T. Spark 16v          | 1.598 cm³                 | 4-in-lijn                 | 120 pk                    | 146 Nm                    | 11,6 s                    | 200 km/h                  | 2003 - 2005               |                           |
| 1.8 T. Spark 16v          | 1.747 cm³                 | 4-in-lijn                 | 140 pk                    | 163 Nm                    | 9,7 s                     | 208 km/h                  | 2003 - 2005               |                           |
| 2.0 JTS                   | 1.970 cm³                 | 4-in-lijn                 | 165 pk                    | 206 Nm                    | 8,2 s                     | 220 km/h                  | 2003 - 2005               |                           |
| 2.5 V6 24V                | 2.492 cm³                 | V6                        | 192 pk                    | 218 Nm                    | 7,3 s                     | 230 km/h                  | 2003 - 2005               |                           |
| 3.2 V6 24V GTA            | 3.179 cm³                 | V6                        | 250 pk                    | 300 Nm                    | 6,3 s                     | 250 km/h                  | 2003 - 2005               |                           |

#### Diesel
| Alfa Romeo 156 | Alfa Romeo 156 | Alfa Romeo 156 | Alfa Romeo 156 | Alfa Romeo 156 | Alfa Romeo 156 | Alfa Romeo 156 | Alfa Romeo 156 | Alfa Romeo 156 |
| Type           | Motor          | Motor          | Vermogen       | Koppel         | 0-100 km/h     | Topsnelheid    | Jaartal        |                |
| Type           | Inhoud         | Cilinders      | Vermogen       | Koppel         | 0-100 km/h     | Topsnelheid    | Jaartal        |                |
| -------------- | -------------- | -------------- | -------------- | -------------- | -------------- | -------------- | -------------- | -------------- |
| 1.9 JTD        | 1.910 cm³      | 4-in-lijn      | 115 pk         | 275 Nm         | 10,3 s         | 191 km/h       | 2003 - 2005    |                |
| 1.9 JTD 16v    | 1.910 cm³      | 4-in-lijn      | 140 pk         | 305 Nm         | 9,3 s          | 209 km/h       | 2003 - 2005    |                |
| 1.9 JTD 16v    | 1.910 cm³      | 4-in-lijn      | 150 pk         | 305 Nm         | 9,3 s          | 209 km/h       | 2005 - 2005    |                |
| 2.4 JTD 20V    | 2.387 cm³      | 5-in-lijn      | 175 pk         | 385 Nm         | 8,3 s          | 225 km/h       | 2003 - 2005    |                |

| Alfa Romeo 156 Sportwagon | Alfa Romeo 156 Sportwagon | Alfa Romeo 156 Sportwagon | Alfa Romeo 156 Sportwagon | Alfa Romeo 156 Sportwagon | Alfa Romeo 156 Sportwagon | Alfa Romeo 156 Sportwagon | Alfa Romeo 156 Sportwagon | Alfa Romeo 156 Sportwagon |
| Type                      | Motor                     | Motor                     | Vermogen                  | Koppel                    | 0-100 km/h                | Topsnelheid               | Jaartal                   |                           |
| Type                      | Inhoud                    | Cilinders                 | Vermogen                  | Koppel                    | 0-100 km/h                | Topsnelheid               | Jaartal                   |                           |
| ------------------------- | ------------------------- | ------------------------- | ------------------------- | ------------------------- | ------------------------- | ------------------------- | ------------------------- | ------------------------- |
| 1.9 JTD                   | 1.910 cm³                 | 4-in-lijn                 | 115 pk                    | 275 Nm                    | 10,7 s                    | 191 km/h                  | 2003 - 2005               |                           |
| 1.9 JTD 16v               | 1.910 cm³                 | 4-in-lijn                 | 140 pk                    | 305 Nm                    | 9,7 s                     | 209 km/h                  | 2003 - 2004               |                           |
| 1.9 JTD 16v               | 1.910 cm³                 | 4-in-lijn                 | 150 pk                    | 305 Nm                    | 9,7 s                     | 209 km/h                  | 2005 - 2005               |                           |
| 1.9 JTD 16v Q4            | 1.910 cm³                 | 4-in-lijn                 | 150 pk                    | 305 Nm                    | 10,2 s                    | 200 km/h                  | 2005 - 2005               |                           |
| 2.4 JTD 20V               | 2.387 cm³                 | 5-in-lijn                 | 175 pk                    | 385 Nm                    | 8,6 s                     | 225 km/h                  | 2003 - 2005               |                           |

| Alfa Romeo Crosswagon | Alfa Romeo Crosswagon | Alfa Romeo Crosswagon | Alfa Romeo Crosswagon | Alfa Romeo Crosswagon | Alfa Romeo Crosswagon | Alfa Romeo Crosswagon | Alfa Romeo Crosswagon | Alfa Romeo Crosswagon |
| Type                  | Motor                 | Motor                 | Vermogen              | Koppel                | 0-100 km/h            | Topsnelheid           | Jaartal               |                       |
| Type                  | Inhoud                | Cilinders             | Vermogen              | Koppel                | 0-100 km/h            | Topsnelheid           | Jaartal               |                       |
| --------------------- | --------------------- | --------------------- | --------------------- | --------------------- | --------------------- | --------------------- | --------------------- | --------------------- |
| 1.9 JTD 16v Q4        | 1.910 cm³             | 4-in-lijn             | 150 pk                | 305 Nm                | 10,5 s                | 192 km/h              | 2005 - 2007           |                       |

## Racerij
De 156 is succesvol in meerdere racedisciplines, onder andere in: World Touring Car Championship, European Touring Car Championship, British Touring Car Championship en Groep N.
De volgende titels zijn door de 156 behaald:
- 1998 Italian Super Touring Car Championship - Alfa Romeo 156 D2, Fabrizio Giovanardi
- 1999 Italian Super Touring Car Championship - Alfa Romeo 156 D2, Fabrizio Giovanardi
- 2000 European Super Touring Car Cup Winner - Alfa Romeo 156 D2, Fabrizio Giovanardi
- 2000 South American Super Touring Car Championship, Oscar Larrauri
- 2001 FIA European Touring Car Championship - Alfa Romeo 156 D2, Fabrizio Giovanardi
- 2002 FIA European Touring Car Championship - Alfa Romeo 156 GTA Super 2000, Fabrizio Giovanardi
- 2003 FIA European Touring Car Championship – Alfa Romeo 156 GTA Super 2000, Gabriele Tarquini

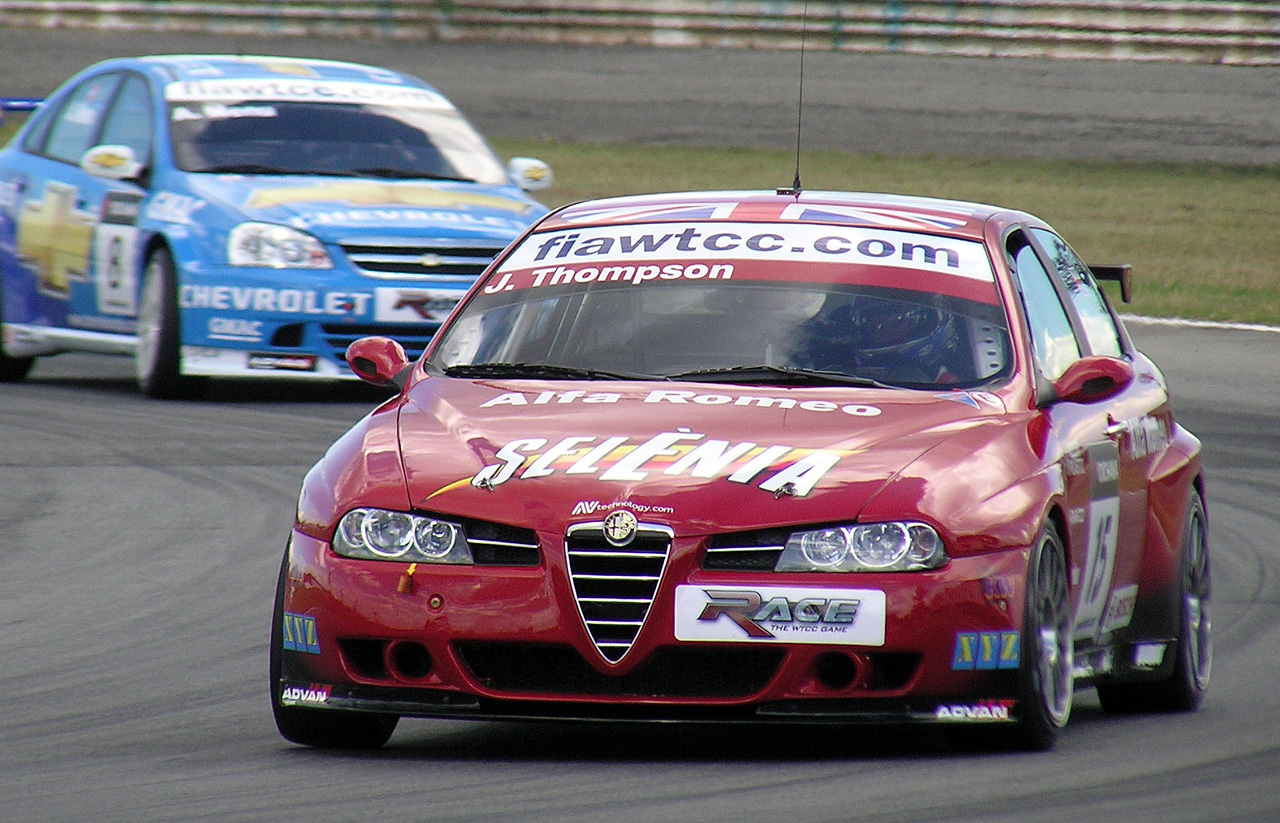
James Thompson in Curitiba tijdens het World Touring Car Championship (2007)
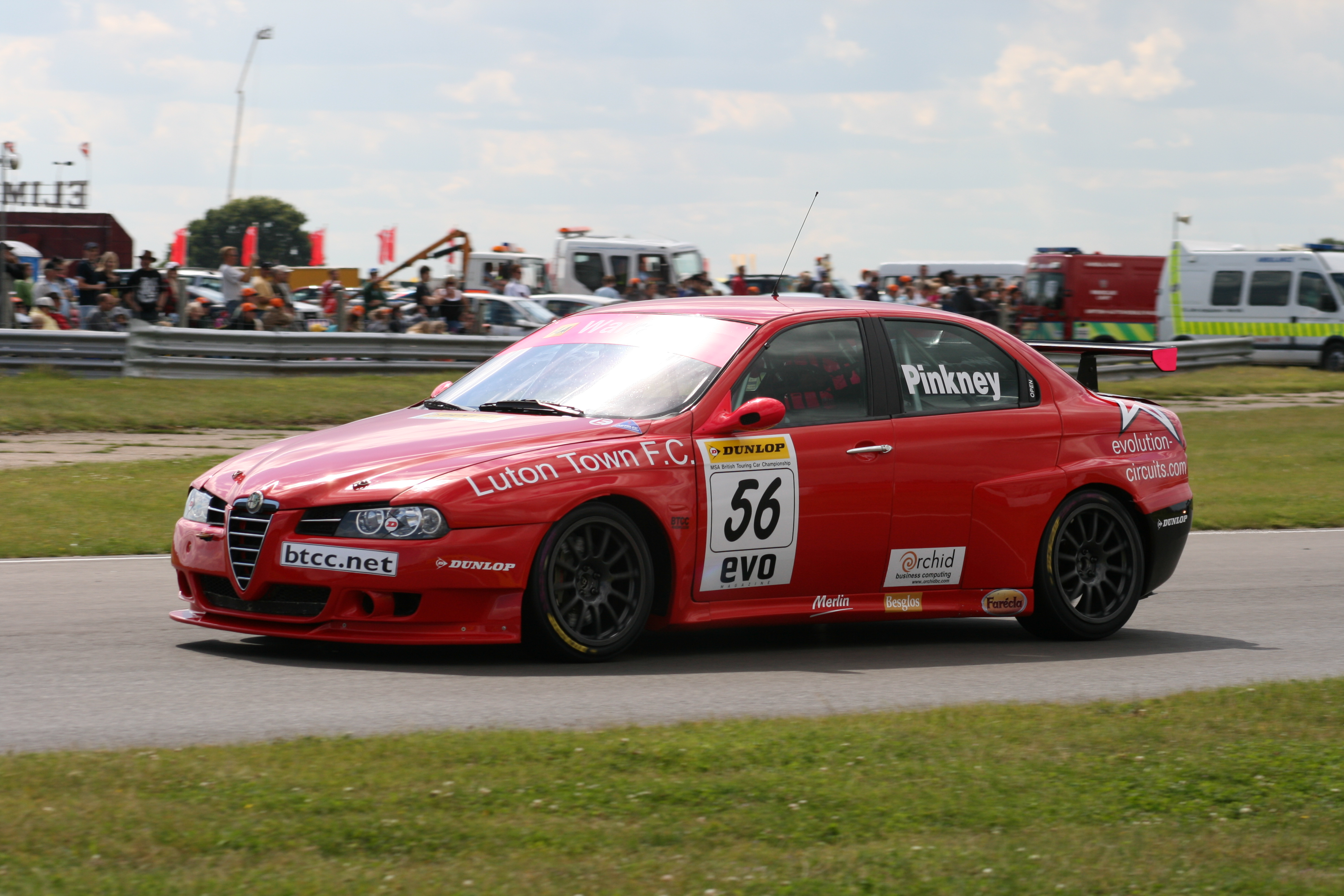
David Pinkney in een 156 op de Snetterton British Touring Car Championship (2007)
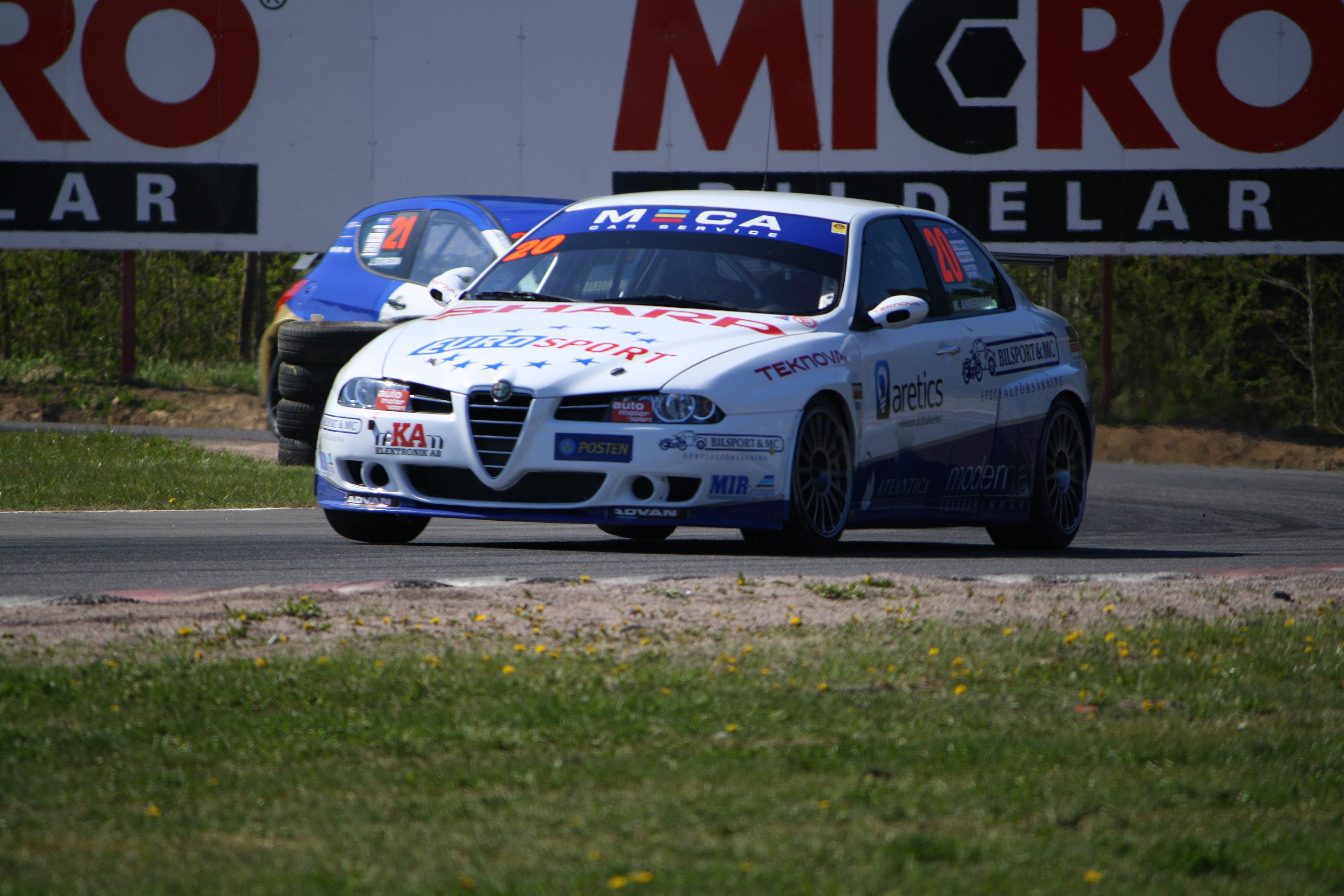
Mattias Andersson in een 156 op de Mantorp Swedish Touring Car Championship (2009)

### 156 Coloni S1

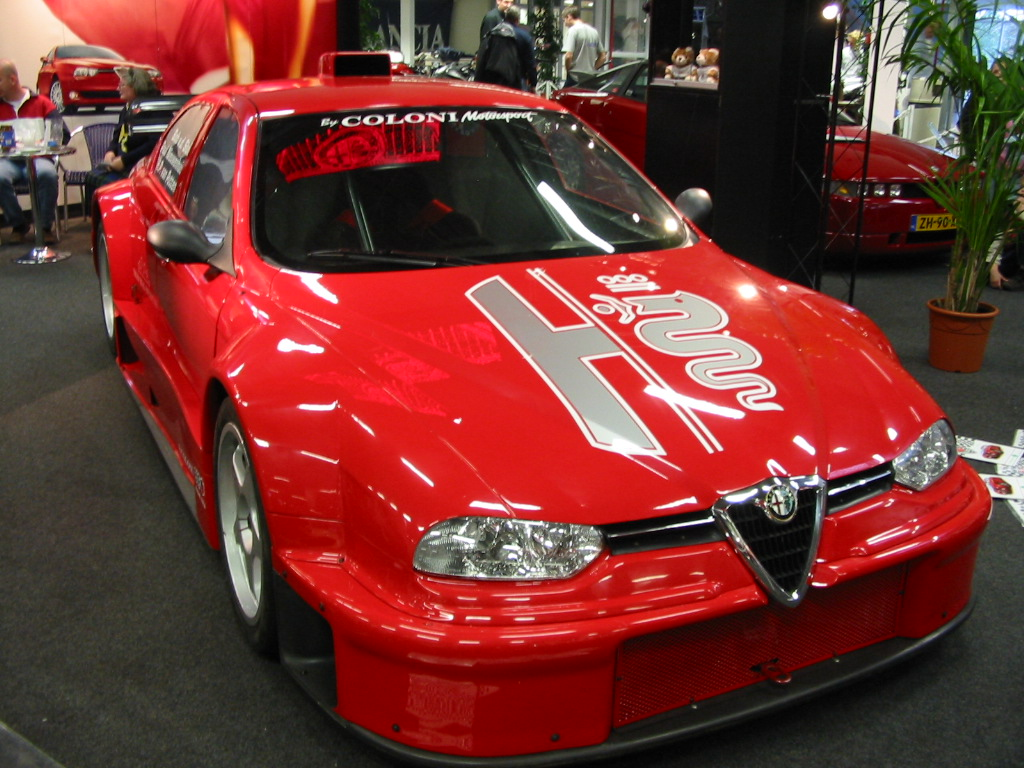
Alfa Romeo 156 Coloni

Constructeur Coloni bouwde een 156 voor de Groep N, genaamd de Coloni S1 Alfa 156, of 156 Maxiturismo. Dit is een silhouette-auto (net als de eerdere Alfa 164 procar), waarbij een carbon fiber race-auto schuilgaat onder de koets van de 156. De S1 beschikt over een 3.0L V6 motor afkomstig van Alfa, die tussen de 380 en 500pk produceert. De S1 heeft een topsnelheid van boven de 310 km/h. Het gewicht bedraagt 900 kg en de S1 beschikt over een Hewland-Coloni zestraps sequentiële versnellingsbak.